# Mamau (Niederösterreich)
Mamau ist eine ehemalige Gemeinde im Mostviertel in Niederösterreich. Sie bestand bis 1968, und wurde dann auf die Stadt St. Pölten und die Gemeinden Karlstetten und Neidling aufgeteilt.

## Geographie
Mamau erstreckte sich an der Nordwestgrenze der Stadt St. Pölten, auf der Höhenschwelle der Pielach-Traisen-Platte, von den Südostausläufern der Dunkelsteinerwalds bis westlich der Stadt.
Die Gemeinde umfasste, von Nord nach Süd, die Ortschaften und Katastralgemeinden Untermamau, Obermamau, Wernersdorf, Waitzendorf und Witzendorf. Sie hatte eine Fläche von 1303 Hektar.

## Geschichte
Der Ortsname Mumenowe findet sich schon um 1180 (Yrmgardis de Mumenowe).
Die Gemeinde wurde mit Schaffung der Ortsgemeinden 1848/49 begründet. Per 1. Jänner 1969 wurde sie aufgelöst. Ober- und Untermamau kamen zu Karlstetten, Wernersdorf zu Neidling, und Waitzendorf und Witzendorf zu St. Pölten.
Die Verteilung auf die Nachbargemeinden, zu denen die Ortschaften schon eingepfarrt und eingeschult waren, erfolgte auf Wunsch der Bevölkerung.